# Irina Zarjažko
Irina Vladimirovna Zarjažko Korolëva (in russo Ирина Владимировна Королёва Заря́жко?; Novosibirsk, 4 ottobre 1991) è una pallavolista russa, centrale della Dinamo-Ak Bars.

## Carriera

### Club
La carriera di Irina Zarjažko, nota dal 2017 con il cognome da sposata Korolëva, inizia nella stagione 2006-07 quando esordisce nella Superliga russa con il Samorodok, club al quale resta legata per cinque annate, passando quindi nell'annata 2011-12 all'Uraločka, a cui resta legata per cinque annate.
Per il campionato 2016-17 passa alla Dinamo-Kazan, in seguito Dinamo-Ak Bars, sempre in Superliga, con cui vince quattro Coppe di Russia,  la Coppa CEV 2016-17, la Superliga 2019-20 e la Supercoppa russa 2020.

### Nazionale
Nel 2009 fa parte della nazionale Under-19 russa.
Nel 2013 ottiene le prime convocazioni nella nazionale maggiore, debuttando nel corso del Montreux Volley Masters, chiuso poi al secondo posto, con cui si aggiudica nello stesso anno la medaglia d'oro alla XXVII Universiade e al campionato europeo, mentre nel 2014 vince la medaglia di bronzo al World Grand Prix e nel 2015 nuovamente l'oro al campionato europeo.

## Palmarès

### Club
- Campionato russo: 1

2019-20
- Coppa di Russia: 4

2016, 2017, 2019, 2020
- Supercoppa russa: 1

2020
- Coppa CEV: 1

2016-17

### Nazionale (competizioni minori)
- Montreux Volley Masters 2013
- Universiade 2013
- Montreux Volley Masters 2014
- Montreux Volley Masters 2018

### Premi individuali
- 2013 - Montreux Volley Masters: Miglior muro
- 2015 - Campionato europeo: Miglior centrale
- 2019 - Coppa del Mondo: Miglior centrale